# Commissie-Houben
In de loop van de jaren 50 van de 20e eeuw nam de roep toe om het decoratiestelsel te democratiseren en met name de positie van de eremedailles nader te bezien. In 1963 werd daarom de commissie-Houben, genoemd naar haar voorzitter Frans Houben, geïnstalleerd.
De andere twee leden waren:
- Marie Anne Tellegen, oud-directrice van het Kabinet van de Koning
- Gerard van Walsum, burgemeester van Rotterdam

De commissie bracht in 1965 een rapport uit met daarin de volgende aanbevelingen:
- ontvlechting van de Orde van de Nederlandse Leeuw en de Orde van Oranje-Nassau (geen ‘automatismen’, geen ‘langdurige dienst’ als criterium),
- afschaffing van de eremedailles verbonden aan de Orde van Oranje-Nassau onder het gelijktijdig instellen van een ‘derde Orde’ voor langdurige, karaktervolle plichtsvervulling,
- instelling van een aparte medaille voor staatsbezoeken,
- instelling van een Kapittel voor de civiele orden.

Over het advies werd in de ministerraad uiteindelijk geen overeenstemming bereikt, waardoor geen van de aanbevelingen kon worden geïmplementeerd. Daarna werden er lange tijd geen noemenswaardige pogingen ondernomen tot herziening van het decoratiestelsel.
Ook bracht de commissie-Houben desgevraagd advies uit aan koningin Juliana. De Huisorde van Oranje werd vervolgens wel hervormd maar niet volgens de aanbevelingen van deze commissie.
Een aantal aanbevelingen tot herziening van het decoratiestelsel werd in 1996 uiteindelijk wel gerealiseerd.